# Bariloche Aerodrome
Bariloche Aerodrome (engelska: San Carlos de Bariloche Airport, franska: Aéroport de San Carlos de Bariloche, tyska: Flughafen Teniente Luis Candelaria Bariloche) är en flygplats i Argentina.   Den ligger i  San Carlos de Bariloche, provinsen Río Negro, i den sydvästra delen av landet, 1 300 kilometer sydväst om huvudstaden Buenos Aires. Bariloche Aerodrome ligger 846 meter över havet.
Terrängen runt Bariloche Aerodrome är kuperad söderut, men norrut är den platt. Närmaste större samhälle är San Carlos de Bariloche, 12,6 kilometer väster om Bariloche Aerodrome.
Omgivningarna runt Bariloche Aerodrome är i huvudsak ett öppet busklandskap. Trakten runt Bariloche Aerodrome är nära nog obefolkad, med mindre än två invånare per kvadratkilometer.